# 阿索廷县 (华盛顿州)
阿索廷縣（英語：Asotin County）是美国华盛顿州東南角的一個郡，是劉易斯頓-克拉克斯頓大都會區（包含了爱达荷州內茲珀斯縣）的一部分，北界蛇河，東鄰愛達荷州，南鄰俄勒冈州，面積1,659平方公里。根据2020年美國人口普查，共有人口22,285人。縣治阿索廷，最大城市克拉克斯顿。
阿索廷縣於1883年10月27日由加菲爾郡分出，縣名是內茲佩爾塞語「鰻魚溪流」的意思。

## 地理
根據美国人口普查局，本郡的總面積為1,660平方（641平方英里），其中陸地面積占1,640平方（635平方英里）、水域面積占13平方（5平方英里） （0.83%）。本郡是帕卢斯—位於哥倫比亞河流域中央，廣闊、起伏，像大草原般的地區——的一部分。

### 地理特色
- 蛇河
- Sagebrush
- 約瑟夫峽谷（英语：Joseph Canyon）

### 主要公路
- 12号美国国道

### 毗鄰郡
- 東－內茲珀斯縣
- 西－加菲尔德县
- 南－瓦洛瓦縣
- 北－惠特曼縣

### 國家保護區
- 尤马蒂拉国家森林（部分）

## 資料來源
1. ↑  . 美国人口普查局.   [2024-11-09].
2. ↑  . HistoryLink. 2003-03-06  [2012-11-04]. （原始内容存档于2008-01-19）.

## 外部連結
- 華盛頓州阿索廷郡官方網站 （页面存档备份，存于）